# The Florida Times-Union
The Florida Times-Union est un quotidien américain qui paraît en Floride. Fondé en 1864, il est le plus ancien journal de Floride. Édité à Jacksonville, il s’agit du principal journal pour le nord-est de la Floride. Sa version actuelle date de 1883, lorsque les deux journaux de Jacksonville, Florida Daily Times et  Florida Union fusionnèrent.  Pendant longtemps, le Times-Union (ainsi que le St. Augustine Record) fut la propriété de la Florida East Coast Railway. Pendant les années 1960, The Florida Times-Union et le Jacksonville Journal jouèrent un rôle important dans la lutte pour les droits civiques : beaucoup d’activistes critiquèrent les journalistes pour leur traitement des émeutes d’Hemming Park en 1960. Le Times-Union publiait alors une édition destinée aux Noirs. Le journal dénonça aussi dans les années 1960 la corruption qui affectait la municipalité. Plus tard, il favorisa la fusion de Jacksonville et du comté de Duval.
En 1983, Morris Communications, basée à Augusta (Georgie) acheta la Florida Publishing Company. The Times-Union devint alors le principal journal du groupe. 